# بلک‌برن ریپون
بلک‌برن ریپون (به انگلیسی: Blackburn_Ripon) یک هواگرد ملخ‌پیشین تک‌موتوره از نوع اژدرافکن ساخت شرکت هواگردسازی بلک‌برن است. هواگرد بلک‌برن ریپون نخستین پروازش را در ۱۷ آوریل ۱۹۲۶ میلادی انجام داد. در مجموع، تعداد ۹۲ فروند از این هواگرد ساخته شده‌است.